# Жмеринська міська рада
Жме́ринська міська́ ра́да — адміністративно-територіальна одиниця та орган місцевого самоврядування у Вінницькій області з адміністративним центром у місті Жмеринці, що має статус міста обласного значення.

## Загальні відомості
- Територія ради: 18,26 км²
- Населення ради: 34 676 особи (станом на 1 червня 2016 року)[2]

## Населені пункти
Міській раді підпорядковані населені пункти:
- м. Жмеринка

## Склад ради
Рада складається з 34 депутатів та голови.
- Голова ради: Кушнір Анатолій Петрович
- Секретар ради:

### Керівний склад попередніх скликань
| ПІБ                               | Основні відомості                                               | Дата обрання | Дата звільнення |
| --------------------------------- | --------------------------------------------------------------- | ------------ | --------------- |
| Жеребнюк Віктор Миколайович       | Міський голова, 1970 року народження                            | 26.03.2006   | 22.12.2006      |
| Трахтенберг Зіновій Володимирович | Міський голова, 1955 року народження, освіта вища, безпартійний | 15.05.2011   | 12.06.2012      |
| Кушнір Анатолій Петрович          | Міський голова, 1961 року народження, освіта вища, безпартійний | 26.05.2014   | 25.10.2015      |
| Кушнір Анатолій Петрович          | Міський голова, 1961 року народження, освіта вища, безпартійний | 25.10.2015   |                 |

Примітка: таблиця складена за даними сайту Верховної Ради України та ЦВК

### Депутати VII скликання
За результатами місцевих виборів 2015 року депутатами ради стали:

#### За суб'єктами висування
| Суб'єкт висування                                          | Кількість обраних депутатів | %     |
| ---------------------------------------------------------- | --------------------------- | ----- |
| Політична партія «Нова політика»                           | 7                           | 20.59 |
| Партія Блок Петра Порошенка «Солідарність»                 | 6                           | 17.65 |
| Політична партія «Наш край»                                | 4                           | 11.76 |
| Політична партія Всеукраїнське об'єднання «Батьківщина»    | 4                           | 11.76 |
| Народна партія                                             | 4                           | 11.76 |
| Політична партія «Українське Об'єднання патріотів — УКРОП» | 3                           | 8.82  |
| Політична партія «Об'єднання „Самопоміч“»                  | 2                           | 5.88  |
| Радикальна партія Олега Ляшка                              | 2                           | 5.88  |
| Політична партія Всеукраїнське об'єднання «Свобода»        | 2                           | 5.88  |

#### За округами
| № округу                                                   | Прізвище, ім'я, по батькові        | Дата нар.  | Освіта              | Партійна приналежність                                           | Відомості |
| ---------------------------------------------------------- | ---------------------------------- | ---------- | ------------------- | ---------------------------------------------------------------- | --- |
| Політична партія «НОВА ПОЛІТИКА»                           |                                    |            |                     |                                                                  | |
| 15                                                         | Сілецький Костянтин Васильович     | 16.12.1971 | вища                | безпартійний                                                     | ФОП Сілецький К. В., приватний підприємець                                                                       |
| 9                                                          | Кісілюк Тетяна Федорівна           | 23.12.1970 | вища                | член Політичної партії «НОВА ПОЛІТИКА»                           | Управління освіти Жмеринської міської ради, методист з навчально-виховної роботи                                 |
| 23                                                         | Житницький Анатолій Адольфович     | 22.05.1964 | вища                | член Політичної партії «НОВА ПОЛІТИКА»                           | Міське комунальне підприємство «Енергоресурс», директор                                                          |
| 17                                                         | Повишев Валерій Леонідович         | 18.06.1965 | професійно-технічна | безпартійний                                                     | ФОП Повишев В. Л., приватний підприємець                                                                         |
| 31                                                         | Фурман Олександр Борисович         | 06.06.1975 | вища                | член Політичної партії «НОВА ПОЛІТИКА»                           | тимчасово не працює                                                                                              |
| 11                                                         | Пилявець Руслан Євгенович          | 31.03.1983 | вища                | член Політичної партії «НОВА ПОЛІТИКА»                           | Виконавчий комітет Жмеринської міської ради, начальник відділу земельних ресурсів Жмеринської міської ради       |
| 5                                                          | Мазуров Валерій Михайлович         | 22.01.1966 | загальна середня    | член Політичної партії «НОВА ПОЛІТИКА»                           | тимчасово не працює                                                                                              |
| ПАРТІЯ "БЛОК ПЕТРА ПОРОШЕНКА «СОЛІДАРНІСТЬ»                |                                    |            |                     |                                                                  | |
| пк                                                         | Сокуренко Юрій Вікторович          | 24.05.1978 | вища                | член ПАРТІЇ "БЛОК ПЕТРА ПОРОШЕНКА «СОЛІДАРНІСТЬ»                 | Відділ державної виконавчої служби Жмеринського міськрайонного управління юстиції, головний державний виконавець |
| 33                                                         | Філатов Олег Володимирович         | 30.03.1972 | вища                | член ПАРТІЇ "БЛОК ПЕТРА ПОРОШЕНКА «СОЛІДАРНІСТЬ»                 | Приватний підприємець                                                                                            |
| 34                                                         | Світлак Юрій Степанович            | 02.05.1980 | вища                | член ПАРТІЇ "БЛОК ПЕТРА ПОРОШЕНКА «СОЛІДАРНІСТЬ»                 | Структурна одиниця «Жмеринські електричні мережі», директор                                                      |
| 19                                                         | Боровський Богдан Ростиславович    | 11.03.1982 | вища                | член ПАРТІЇ "БЛОК ПЕТРА ПОРОШЕНКА «СОЛІДАРНІСТЬ»                 | Комунальна установа Жмеринської лікарні відновного лікування, головний лікар                                     |
| 20                                                         | Дуфенюк Віктор Романович           | 18.01.1962 | вища                | член ПАРТІЇ "БЛОК ПЕТРА ПОРОШЕНКА «СОЛІДАРНІСТЬ»                 | Жмеринське СТО «АВТО-ТЕМА», директор                                                                             |
| 22                                                         | Чаленко Надія Василівна            | 11.03.1954 | вища                | член ПАРТІЇ "БЛОК ПЕТРА ПОРОШЕНКА «СОЛІДАРНІСТЬ»                 | Вінницька обласна колегія адвокатів, адвокат                                                                     |
| Народна Партія                                             |                                    |            |                     |                                                                  | |
| пк                                                         | Василик Борис Степанович           | 26.05.1953 | вища                | член Народної Партії                                             | Жмеринське АТП-10512, голова наглядової ради                                                                     |
| 13                                                         | Кушер Валерій Віталійович          | 24.05.1970 | вища                | безпартійний                                                     | Приватний підприємець, підприємець                                                                               |
| 7                                                          | Кубай Олександр Володимирович      | 16.06.1975 | вища                | член Народної Партії                                             | ТОВ «Київ-Інвест», менеджер                                                                                      |
| 8                                                          | Кубай Віталій Володимирович        | 14.06.1970 | вища                | безпартійний                                                     | Комунальне підприємство «Жмеринка комунсервіс», директор                                                         |
| політична партія Всеукраїнське об'єднання «Батьківщина»    |                                    |            |                     |                                                                  | |
| пк                                                         | Мацера Олександр Анатолійович      | 11.12.1962 | вища                | член політичної партії Всеукраїнське об'єднання «Батьківщина»    | ПП Трахтенберг Ж. Й., менеджер                                                                                   |
| 27                                                         | Калінська Оксана Миколаївна        | 18.04.1971 | вища                | член політичної партії Всеукраїнське об'єднання «Батьківщина»    | Навчально-виховний комплекс «Загальноосвітня школа I-III ступенів — гімназія» м. Жмеринки, вчитель               |
| 18                                                         | Кухар Валерій Миколайович          | 25.04.1985 | вища                | член політичної партії Всеукраїнське об'єднання «Батьківщина»    | тимчасово не працює                                                                                              |
| 7                                                          | Бігас Володимир Дмитрович          | 29.10.1961 | професійно-технічна | член політичної партії Всеукраїнське об'єднання «Батьківщина»    | тимчасово не працює                                                                                              |
| Політична партія «Наш край»                                |                                    |            |                     |                                                                  | |
| пк                                                         | Ніколайчук Святослав Володимирович | 04.04.1982 | вища                | безпартійний                                                     | Збройні Сили України, військова частини ПП-В 4264, солдат                                                        |
| 20                                                         | Мороз Володимир Борисович          | 10.01.1965 | вища                | безпартійний                                                     | Жмеринський психоневрологічний будинок інтернат, директор                                                        |
| 10                                                         | Кожухар Василь Вікторович          | 12.03.1962 | вища                | безпартійний                                                     | Приватний підприємець                                                                                            |
| 1                                                          | Кара Світлана Антонівна            | 23.09.1947 | вища                | безпартійна                                                      | Публічне Акціонерне Товариство "Національна Акціонерна Страхова Компанія «Оранта», страховий агент               |
| ПОЛІТИЧНА ПАРТІЯ «УКРАЇНСЬКЕ ОБ'ЄДНАННЯ ПАТРІОТІВ — УКРОП» |                                    |            |                     |                                                                  | |
| пк                                                         | М'ясківський Ігор Михайлович       | 26.07.1972 | вища                | член ПОЛІТИЧНОЇ ПАРТІЇ «УКРАЇНСЬКЕ ОБ'ЄДНАННЯ ПАТРІОТІВ — УКРОП» | пенсіонер |
| 28                                                         | Осаулов Анатолій Пилипович         | 10.07.1954 | професійно-технічна | член ПОЛІТИЧНОЇ ПАРТІЇ «УКРАЇНСЬКЕ ОБ'ЄДНАННЯ ПАТРІОТІВ — УКРОП» | пенсіонер |
| 31                                                         | Коряк Микола Іванович              | 16.06.1954 | професійно-технічна | член ПОЛІТИЧНОЇ ПАРТІЇ «УКРАЇНСЬКЕ ОБ'ЄДНАННЯ ПАТРІОТІВ — УКРОП» | Квартальний комітет «Товарна», голова                                                                            |
| політична партія Всеукраїнське об'єднання «Свобода»        |                                    |            |                     |                                                                  | |
| пк                                                         | Заморський Юрій Йосипович          | 20.07.1962 | вища                | член політичної партії Всеукраїнське об'єднання «Свобода»        | пенсіонер |
| 29                                                         | Березська Оксана Святославівна     | 23.01.1983 | вища                | безпартійна                                                      | Управління праці Жмеринського міськвиконкому, спеціаліст першої категорії                                        |
| Політична партія "Об'єднання «САМОПОМІЧ»                   |                                    |            |                     |                                                                  | |
| пк                                                         | Молдован Олег Вікторович           | 24.03.1981 | загальна середня    | член Політичної партії "Об'єднання «САМОПОМІЧ»                   | тимчасово не працює                                                                                              |
| 4                                                          | Тумачок Сергій Миколайович         | 31.03.1968 | вища                | безпартійний                                                     | ТОВ «Завод нових технологій», заступник директора                                                                |
| Радикальна партія Олега Ляшка                              |                                    |            |                     |                                                                  | |
| пк                                                         | Попік Ірина Анатоліївна            | 25.05.1970 | вища                | член Радикальної партії Олега Ляшка                              | Виконавчий комітет Жмеринської міської ради, начальник організаційного відділу                                   |
| 18                                                         | Коновал Анатолій Романович         | 27.03.1961 | вища                | безпартійний                                                     | Виконавчий комітет Жмеринської міської ради, начальник управління економіки                                      |

### Депутати VI скликання
За результатами місцевих виборів 2010 року депутатами ради стали:

#### За суб'єктами висування
| Суб'єкт висування                                       | Кількість обраних депутатів | %    |
| ------------------------------------------------------- | --------------------------- | ---- |
| Партія регіонів                                         | 8                           | 22,2 |
| Політична партія Всеукраїнське об'єднання «Батьківщина» | 7                           | 19,4 |
| Партія промисловців і підприємців України               | 4                           | 11,1 |
| Комуністична партія України                             | 3                           | 8,3  |
| Політична партія «Наша Україна»                         | 3                           | 8,3  |
| Політична партія «Фронт Змін»                           | 3                           | 8,3  |
| Політична партія «Нова політика»                        | 2                           | 5,6  |
| Соціалістична партія України                            | 2                           | 5,6  |
| Народна Партія                                          | 1                           | 2,8  |
| Партія «Народна влада»                                  | 1                           | 2,8  |
| Політична партія Всеукраїнське об'єднання «Свобода»     | 1                           | 2,8  |
| Самовисування                                           | 1                           | 2,8  |

#### За округами
| № округу                                                | Прізвище, ім'я, по батькові        | Дата визнання обраним | Освіта             | Партійна приналежність                        | Відомості про обраного депутата                                                      |
| ------------------------------------------------------- | ---------------------------------- | --------------------- | ------------------ | --------------------------------------------- | ------------------------------------------------------------------------------------ |
| Комуністична партія України                             |                                    |                       |                    |                                               |                                                                                      |
| б/м                                                     | Гуменюк Зінаїда Григоріївна        | 03.11.2010            | вища               | член Комуністичної партії України             | Жмеринська загальноосвітня школа № 6, вчитель                                        |
| б/м                                                     | Купрій Дмитро Денисович            | 03.11.2010            | вища               | член Комуністичної партії України             | пенсіонер                                                                            |
| 7                                                       | Мороз Володимир Борисович          | 03.11.2010            | вища               | позапартійний                                 | загальноосвітня школа I-III ст. № 1, директор                                        |
| Народна Партія                                          |                                    |                       |                    |                                               |                                                                                      |
| 18                                                      | Карман Сергій Васильович           | 03.11.2010            | вища               | член Народної партії                          | Жмеринська міська рада, перший заступник міського голови                             |
| Партія «Народна влада»                                  |                                    |                       |                    |                                               |                                                                                      |
| 14                                                      | Борщенко Сергій Михайлович         | 03.11.2010            | середня спеціальна | член Партії «Народна влада»                   | тимчасово не працює                                                                  |
| Партія промисловців і підприємців України               |                                    |                       |                    |                                               |                                                                                      |
| б/м                                                     | Чорний Володимир Тимофійович       | 03.11.2010            | вища               | позапартійний                                 | ТОВ «Експрес», директор                                                              |
| б/м                                                     | Возний Віктор Андрійович           | 03.11.2010            | вища               | позапартійний                                 | пенсіонер                                                                            |
| б/м                                                     | Колотинський Борис Маркович        | 03.11.2010            | вища               | позапартійний                                 | ТОВ «Перша Допомога», менеджер                                                       |
| 8                                                       | Жеребнюк Віктор Вікторович         | 03.11.2010            | середня            | позапартійний                                 | тимчасово не працює                                                                  |
| Партія регіонів                                         |                                    |                       |                    |                                               |                                                                                      |
| б/м                                                     | Рябоконь Володимир Іванович        | 03.11.2010            | вища               | член Партії регіонів                          | управління пенсійного фонду України у Жмеринському районі, начальник                 |
| б/м                                                     | Бурлаку Михайло Олександрович      | 03.11.2010            | вища               | член Партії регіонів                          | вагонна дільниця ст. Жмеринка, начальник                                             |
| б/м                                                     | Шаравський Олександр Олексійович   | 03.11.2010            | вища               | член Партії регіонів                          | Вінницька асоціація «Облкомунсервіс», заступник голови                               |
| б/м                                                     | Крайнік Едуард Іванович            | 03.11.2010            | вища               | член Партії регіонів                          | ТОВ «Асахі-карате», тренер-викладач                                                  |
| б/м                                                     | Твердохліб Володимир Михайлович    | 03.11.2010            | вища               | член Партії регіонів                          | філія «Жмеринка-Авто», директор                                                      |
| 9                                                       | Слободянюк Анатолій Володимирович  | 03.11.2010            | вища               | член Партії регіонів                          | Жмеринське управління газового господарства, начальник                               |
| 15                                                      | Білан Тамара Леонтіївна            | 03.11.2010            | вища               | член Партії регіонів                          | загальноосвітня школа I-III ст. № 4, вчитель                                         |
| 17                                                      | Шушкевич Костянтин Сергійович      | 03.11.2010            | вища               | член Партії регіонів                          | Жмеринська дистанція сигналізації зв'язку, інженер                                   |
| Політична партія Всеукраїнське об'єднання «Батьківщина» |                                    |                       |                    |                                               |                                                                                      |
| б/м                                                     | Попік Ірина Анатоліївна            | 03.11.2010            | вища               | член Всеукраїнського об'єднання «Батьківщина» | ТОВ «Регіна ЛТД», позаштатний кореспондент                                           |
| б/м                                                     | Левченко Михайло Дмитрович         | 03.11.2010            | вища               | член Всеукраїнського об'єднання «Батьківщина» | ТОВ «Універсам», директор                                                            |
| б/м                                                     | Ніколайчук Святослав Володимирович | 03.11.2010            | вища               | член Всеукраїнського об'єднання «Батьківщина» | приватний підприємець                                                                |
| б/м                                                     | Скрипник Володимир Петрович        | 03.11.2010            | вища               | член Всеукраїнського об'єднання «Батьківщина» | приватний підприємець                                                                |
| 1                                                       | Каспрук Василь Семенович           | 03.11.2010            | вища               | член Всеукраїнського об'єднання «Батьківщина» | Верховна Рада України, помічник-консультант народного депутата України               |
| 2                                                       | Залокоцький Іван Карпович          | 03.11.2010            | вища               | член Всеукраїнського об'єднання «Батьківщина» | загальноосвітня школа I-III ст. № 6, директор                                        |
| 16                                                      | Березська Оксана Святославівна     | 03.11.2010            | вища               | член Всеукраїнського об'єднання «Батьківщина» | тимчасово не працює                                                                  |
| Політична партія Всеукраїнське об'єднання «Свобода»     |                                    |                       |                    |                                               |                                                                                      |
| 10                                                      | Дуфенюк Віктор Романович           | 03.11.2010            | середня спеціальна | член Всеукраїнського об'єднання «Свобода»     | СТО «Автотема», директор                                                             |
| Політична партія «Наша Україна»                         |                                    |                       |                    |                                               |                                                                                      |
| 5                                                       | Кубай Віталій Володимирович        | 03.11.2010            | вища               | член Політичної партії «Наша Україна»         | приватний підприємець                                                                |
| 6                                                       | Кушер Валерій Віталійович          | 03.11.2010            | вища               | член Політичної партії «Наша Україна»         | кабельне телебачення «Децебал», директор                                             |
| 12                                                      | Чаленко Надія Василівна            | 03.11.2010            | вища               | член Політичної партії «Наша Україна»         | Жмеринська міська рада, секретар                                                     |
| Політична партія «Нова політика»                        |                                    |                       |                    |                                               |                                                                                      |
| 4                                                       | Пилявець Руслан Євгенійович        | 03.11.2010            | вища               | член Політичної партії «Нова політика»        | Жмеринська міська рада, начальник земельних ресурсів                                 |
| 13                                                      | Житницький Анатолій Адольфович     | 03.11.2010            | вища               | член Політичної партії «Нова політика»        | КП «Жмеринкакомунсервіс», директор                                                   |
| Політична партія «Фронт Змін»                           |                                    |                       |                    |                                               |                                                                                      |
| б/м                                                     | Захарчук Микола Володимирович      | 03.11.2010            | вища               | член Політичної партії «Фронт Змін»           | центральне відділення обліку надлишкового та списанного майна МОУ, провідний інженер |
| б/м                                                     | Андрущак Тетяна Вікторівна         | 03.11.2010            | вища               | член Політичної партії «Фронт Змін»           | юридична компанія «Юттера», заступник директора                                      |
| 3                                                       | Сіроштан Микола Миколайович        | 03.11.2010            | вища               | член Політичної партії «Фронт Змін»           | Жмеринська міська рада, інспектор                                                    |
| Соціалістична партія України                            |                                    |                       |                    |                                               |                                                                                      |
| б/м                                                     | Мельник Володимир Якович           | 03.11.2010            | вища               | член Соціалістичної партії України            | приватний підприємець                                                                |
| б/м                                                     | Любчак Віктор Олександрович        | 31.05.2011            | вища               | член Соціалістичної партії України            | ТОВ «Елеватор», головний інженер                                                     |
| Самовисування                                           |                                    |                       |                    |                                               |                                                                                      |
| 11                                                      | Сілецький Костянтин Васильович     | 26.05.2014            | середня            | позапартійний                                 | СПД                                                                                  |